# Le Tertre-Saint-Denis
Le Tertre-Saint-Denis – miejscowość i gmina we Francji, w regionie Île-de-France, w departamencie Yvelines.
Według danych na rok 1990 gminę zamieszkiwały 82 osoby, a gęstość zaludnienia wynosiła 28 osób/km² (wśród 1287 gmin regionu Île-de-France Le Tertre-Saint-Denis plasuje się na 1061. miejscu pod względem liczby ludności, natomiast pod względem powierzchni na miejscu 817.).